# محوطه چم نمشت ۱
محوطه چم نمشت ۱ مربوط به دوره اشکانیان تا دوره سلجوقیان است و در شهرستان دره‌شهر، بخش مرکزی، دهستان زرین دشت، ۷۰۰ متری جنوب روستای چم نمشت واقع شده و این اثر در تاریخ ۹ بهمن ۱۳۸۶ با شمارهٔ ثبت ۲۰۷۲۸ به‌عنوان یکی از آثار ملی ایران به ثبت رسیده است.